# Författaren August Strindberg
Författaren August Strindberg är en oljemålning av den norske konstnären Edvard Munch från 1892. 
Målningen ingår i Moderna Museets samlingar. Den donerades 1934 av konstnären till Nationalmuseum och överfördes senare till Moderna museet.
Under stora delar av 1890-talet var Munch bosatt i Berlin där han tillhörde den konstnärskrets som frekventerade Zum schwarzen Ferkel och vars centralperson var August Strindberg. 